# Флорян (Шоштань)
Флорян (словен. Florjan) — поселення в общині Шоштань, Савинський регіон, Словенія. Висота над рівнем моря: 487,4 м.